# أندريه الحداد
أندريه الحداد (مواليد 8 فبراير 1971 في زحلة) هو حكم كرة قدم لبناني. أصبح حكم دولي معتمد من قبل الاتحاد الدولي لكرة القدم منذ عام 2010. أدار عدة مباريات في بطولات دولية وقارية، من بينها مباراة الصين وسنغافورة ضمن الدور الثالث من تصفيات كأس العالم 2014 التي تعرض لانتقادات خلالها.